# 羽島市立桑原小学校
羽島市立桑原小学校 （はしましりつ　くわばらしょうがっこう）は、かつて岐阜県羽島市に存在した公立小学校。

## 概要
- 羽島市桑原町（旧・羽島郡桑原村）が校区であった。同一敷地内には桑原中学校も存在していた。2017年、桑原中学校と統合し、義務教育学校の桑原学園の新設により廃校。
- 校舎は桑原学園の前期課程（1～6年）の校舎に使用されている。

## 沿革
- 1873年（明治6年）
  - 4月 -　東方村に隆生義校が[注釈 1]。八神村に仮義校、中小薮村、東小薮村、午南新田により三学義校、西小薮村、大須村、東方村、午北新田により奎運義校が開校する。
  - 12月 - 仮義校が一心義校に改称する。
- 1875年（明治8年） - 一洗義校が八神学校、三学義校が三学学校、奎運義校が奎運学校に、それぞれ改称する。
- 1879年（明治12年） - 西小薮村が奎運学校から離脱し、西小薮学校が開校する。
- 1886年（明治19年） - 八神学校が八神尋常簡易科小学校、三学学校が三学簡易科小学校、奎運義校が奎運簡易科小学校、西小薮学校が西小薮簡易科小学校に、それぞれ改称する。
- 1889年（明治22年）7月1日 - 東方村、八神村が合併し、八神村発足。
- 1893年（明治26年） -
  - 奎運簡易科小学校と西小薮簡易科小学校が合併し、西小薮簡易科小学校となる。奎運分教場を設置[注釈 2]。
  - 八神尋常簡易科小学校が東方分教場を設置（1900年廃止）。
- 1894年（明治27年） - 八神尋常簡易科小学校が八神尋常小学校、三学簡易科小学校が三学尋常小学校、西小薮簡易科小学校が西小薮尋常小学校に、それぞれ改称する。
- 1895年（明治28年） - 八神尋常小学校が八神尋常高等小学校に改称する。
- 1896年（明治29年）
  - 2月 - 八神尋常小学校が火災で全焼。
  - 6月 - 八神尋常小学校が旧・平方学校の校舎を移築し、再建。
- 1897年（明治30年）4月1日 -
  - 小薮村、午南新田と大須村の大部分と八神村の一部が合併し、小薮村が発足。
  - 大須村の一部が八神村に編入される。
- 1903年（明治36年） - 西小薮尋常小学校と三学尋常高等小学校が合併し、小薮尋常小学校となる。
- 1926年（大正15年） - 小薮尋常小学校が小薮尋常高等小学校に改称する。
- 1927年（昭和2年）4月1日 - 小薮村と八神村が合併し、桑原村となる。
- 1928年（昭和3年） - 八神尋常小学校と小薮尋常高等小学校が合併し、桑原尋常高等小学校となる。統合校舎は無く、八神尋常小学校を八神分教場、三学尋常高等小学校を小薮分教場とする。
- 1930年（昭和5年） - 現在地に統合校舎が完成。八神分教場、小薮分教場を廃止。
- 1941年（昭和16年）4月1日 - 桑原国民学校に改称する。
- 1947年（昭和22年）4月1日 - 桑原村立桑原小学校に改称する。
- 1954年（昭和29年）4月1日 - 正木村、足近村、小熊村、竹ヶ鼻町、上中島村、下中島村、江吉良村、堀津村、福寿村、桑原村が合併し、羽島市が発足。同時に羽島市立桑原小学校に改称する。
- 1979年（昭和54年） - 新校舎（鉄筋コンクリート造）が完成。
- 2017年（平成29年）3月 - 統合により廃校。

## その他
- 桑原小学校（現・桑原学園）の敷地は、かつては天神池[注釈 3]という池があり、竜神が住むと言われていた。校地にするため埋め立てられたのだが、その後、桑原尋常高等小学校での屋外の学校行事（遠足、運動会など）では雨の日が多かったという。このため桑原尋常高等学校は昭和20年代まで雨降り学校とも呼ばれた。天神池に住む竜神が池を埋め立てられたことで住処を失い、学校行事のたびに雨を降らせるとの噂がたち、1952年頃に旧・桑原村役場の敷地内に天満宮を建立している[注釈 4]。